# Tentaciones (programa de televisión de España)
Tentaciones fue un programa de televisión de Canal+ que repasaba la actualidad cinematográfica y televisiva.

## Formato
Tentaciones abordaba la actualidad del cine, las series y la televisión. Estaba presentado por Cristina Teva (Cinexprés) y dirigido por José María Clemente. El programa trataba las novedades tanto de la gran pantalla como de la pequeña a través de reportajes y entrevistas en plató, analizando además, a través de varios colaboradores, los estrenos de la semana tanto en cine como en televisión. Daba cobertura también a los festivales más importantes de la industria cinematográfica (Festival de Venecia, Berlín, Cannes, etc.).

## Presentadores y colaboradores
- Cristina Teva (2011 - 2015 ) (Conductora)
- Laia Portaceli (2011 - 2015 ) (Conductora)
- David Martos (2012 - 2015 ) (Conductor)
- Guillermo de Mulder (2011 - 2015) (Colaborador)
- Isabel Vázquez (2013 - 2014) (Conductora)
- David Broncano (2011 - 2012) (Colaborador)
- Carlos Marañón (2013 - 2015) (Colaborador)

## Horario de emisión
Durante las dos primeras temporadas el programa se emitía los sábados por la mañana. A partir de la temporada 2013-2014 el programa pasó a emitirse cada jueves a las 20 horas en Canal+ 1 para más tarde redifundirse por las distintas cadenas "hermanas" de Canal+ (Canal+ 2, Canal+ Series, Canal+ DCine...) durante la semana.